# Pont de Beget
El Pont de Beget és una obra del municipi de Camprodon (Ripollès) inclosa en l'Inventari del Patrimoni Arquitectònic de Catalunya.

## Descripció
El poble de Beget està dividit en tres barris, separats per la riera del Trull, que baixa de la propera muntanya del Comanegra, i per la riera de Beget. Els tres sectors estan units per dos ponts. Cal remarcar el que junta el barri de l'església de Sant Cristòfor amb el barri central o altrament dit "comercial".
El pont és citat en documents de finals del segle xvi, però de ben segur que va ser bastit a les darreries del segle xiv. Darrerament el tema d'aquest pont ha fet vessar molta tinta, arran d'un pretès eixamplament. És d'una sola arcada feta de carreus ben tallats i s'utilitzaren pedres poc treballades per fer la resta.